# Stanford Moore
Stanford Moore (Chicago, 4 de setembro de 1913 — Nova Iorque, 23 de agosto de 1982) foi um químico estadunidense.
Foi agraciado com o Nobel de Química de 1972, juntamente com William Howard Stein, pelo mapeamento da sequência completa da ribonuclease. Mais especificamente "pela sua contribuição para a compreensão da relação entre a estrutura química e a atividade catalítica do sítio ativo da molécula de ribonuclease".